# Capitulaires de Charlemagne
Les capitulaires sont des actes législatifs rédigés sous les Carolingiens. Sous le règne de Charlemagne, un grand nombre ont été édictés, sur tous les sujets (fiscaux, agricoles, militaires, religieux...). L'un des plus connus est l'Admonitio generalis paru en 789.
Ces capitulaires soulèvent une question importante : les Carolingiens ont-ils fondé un État ? En effet, il y a presque une législation d'« État » grâce, entre autres, aux capitulaires.
Certains historiens mettent néanmoins la valeur de ces capitulaires en doute, car aux Xe et XIe siècles, la législation a quasiment totalement disparu, remplacée par la coutume.